# Super Bowl XLII
Super Bowl XLII var den 42. udgave af Super Bowl, finalen i den amerikanske football-liga NFL. Kampen blev spillet 3. februar 2008 på University of Phoenix Stadium i Glendale, Arizona, og stod mellem New York Giants og New England Patriots. På trods af at Patriots var favoritter vandt Giants kampen 17-14.
Kampens MVP (mest værdifulde spiller) blev Giants quarterback Eli Manning, der dermed sikrede sig prisen året efter hans storebror, Peyton Manning, havde gjort det samme for Indianapolis Colts i Super Bowl XLI.